# 廖宇靖
廖 宇靖（りょう うせい）は、中国の作家。東京大学社会科学研究所の研究員である。
日本中国青年友好交流協会会長、中国作家協会会員。
彼の主な作品は「東京新青年」と「京都伝」で、英フィナンシャル・タイムズ紙から中国で最も潜在力のある青年作家の一人に選ばれたことがある。ほか『边缘』『你的微笑』『疯子』『藏香』『川藏秘录』『与自己握手言和』など。
彼はかつて梁羽生文学賞を受賞したことがある。
そのほか、東京2020大会の聖火ランナーでもある。
彼は2022年9月にフォーブス中国の傑出した華人エリートの栄誉称号を獲得した。

## 経歴
四川传媒学院，四川警察学院出身。